# (10128) Bro
(10128) Bro est un astéroïde de la ceinture principale.

## Description
(10128) Bro est un astéroïde de la ceinture principale. Il fut découvert le 19 mars 1993 à La Silla par le programme UESAC. Il présente une orbite caractérisée par un demi-grand axe de 2,27 UA, une excentricité de 0,23 et une inclinaison de 5,6° par rapport à l'écliptique.

## Compléments